# Манга
Ма́нга (яп. 漫画, マンガ, [mã̠ŋɡa̠]о файле) ж., скл. — японские комиксы, иногда называемые комикку (コミック). Манга в форме, в которой она существует в настоящее время, начала развиваться после окончания Второй мировой войны, испытав сильное влияние западных традиций. Однако манга имеет глубокие корни в раннем японском искусстве.
В Японии мангу читают люди всех возрастов. Манга уважаема как форма изобразительного искусства и как литературное явление. Поэтому существует множество произведений разных жанров и на самые разнообразные темы: приключения, романтика, спорт, история, юмор, научная фантастика, ужасы, эротика, бизнес и другие.
Почти вся манга рисуется и издаётся чёрно-белой, хотя существует и цветная, например, Colorful, название которой переводится с английского как «красочный». По популярной манге, чаще всего длинным манга-сериалам (иногда неоконченным), снимается аниме, а также могут создаваться ранобэ, видеоигры и другие производные произведения. Создание аниме по уже существующей манге имеет смысл с коммерческой точки зрения — рисование манги обычно менее затратно, а анимационные студии имеют возможность определить, оказалась ли популярна та или иная манга, чтобы её можно было экранизировать.
С 1950-х годов манга становится всё более важной частью японской книгоиздательской индустрии. К 1995 году рынок манги в Японии оценивался в 586,4 млрд иен (6-7 млрд долларов), с ежегодными продажами 1,9 млрд книг манги и журналов манги в Японии (что эквивалентно 15 изданиям на человека). В 2020 году стоимость рынка манги в Японии достигла нового рекорда в 612,6 млрд иен, из-за быстрого роста продаж цифровой манги, а также увеличения продаж печатных изданий. В 2022 году стоимость рынка манги в Японии достигла нового рекорда в 675,9 млрд иен. В 2024 году стоимость рынка манги в Японии достигла нового рекорда в 704,3 млрд иен. Манга также приобрела значительную мировую потребительскую аудиторию. Начиная с конца 2010-х годов манга стала продаваться намного лучше, чем американские комиксы. В 2020 году рынок манги в Северной Америке оценивался почти в 250 млн долларов. По данным NPD BookScan, манга составила 79 % от общего объёма продаж комиксов и графических новелл в США в 2022 году. Быстрый рост рынка манги в Северной Америке объясняется широкой доступностью манги в цифровых приложениях для чтения, книг сети розничных продавцов, таких как Barnes & Noble, и интернет-магазинов, таких как Amazon, а также увеличением потокового вещания аниме. В 2021 году на мангу приходилось 55 % всех комиксов, продаваемых во Франции, а страна являлась крупнейшим импортёром манги.
Сценарий экранизаций может претерпевать некоторые изменения: смягчаются, если есть, сцены схваток и боёв, убираются чересчур откровенные сцены. Художник, рисующий мангу, называется мангака, часто он же является и автором сценария. Если написание сценария берёт на себя отдельный человек, тогда такой сценарист называется гэнсакуся (или, точнее, манга-гэнсакуся). Бывает, что манга создаётся на основе уже существующего аниме или фильма, например, по «Звёздным войнам». Однако культура аниме и «отаку» не возникла бы без манги, потому что немногие продюсеры желают вкладывать время и деньги в проект, который не доказал свою популярность, окупаясь в виде комикса.

## Этимология
Однозначно перевести слово «манга» невозможно. Оно записывается двумя иероглифами: 漫 (ман) и 画 (га). Иероглиф 画 переводится как «рисунки», «картины». Дословный перевод — рисунки в стиле (манере) «ман». Иероглиф 漫 (ман) не имеет однозначного перевода и может означать «свободный», «причудливый», «разномастный», «переливаться через край», «находиться повсюду» и т. д. То есть иероглиф 漫 выражает не что-то определённое, а отражает смысловой конгломерат вокруг значений «свободный», «прихотливый», «случайный».
Считается, что слово «манга» означает «гротески», «странные (или весёлые) картинки». Этот термин возник в конце XVIII — начале XIX века с публикацией работ художников Канкэй Судзуки «Манкай дзуйхицу» (1771 год), Санто Кёдэна «Сидзи-но юкикай» (1798 год), Минва Аикава «Манга хякудзё» (1814 год) и в знаменитых гравюрах Кацусики Хокусая, издавшего серию иллюстрированных альбомов «Хокусай манга» («Рисунки Хокусая») в 1814—1834 годах. Считается, что современное значение слова ввёл мангака Ракутэн Китадзава. Идут споры о том, допустимо ли употреблять его по-русски во множественном числе. Изначально справочный портал Грамота.ру не советовал склонять слово «манга», однако в последнее время отмечает, что «судя по практике его употребления, оно выступает как склоняемое существительное».
Понятие «манга» вне Японии изначально ассоциируют с комиксами, изданными в Японии. Одной из основных причин широкого распространения манги в Японии и в целом широкой популярности национальных мангаподобных комиксов в странах Азии (маньхуа — на Тайване, в Китае, Гонконге, Макао и Сингапуре, а также манхва — в Южной Корее), является склонность японцев в частности и в целом народов Восточной и Юго-Восточной Азии к восприятию информации в виде изображений как наследие и следствие их иероглифической культуры. Названия сходны потому, что во всех трёх языках это слово записывается одними и теми же китайскими иероглифами. Комиксы в стиле манга, нарисованные во Франции, называют «манфра», а также la nouvelle manga (с фр. — «новая манга») — форма комиксов, созданная под влиянием японской манги. Комиксы в стиле манги, нарисованные в США, называют «америманга» или OEL, от англ. original English-language manga — «манга англоязычного происхождения».

## История
Первые упоминания о создании в Японии историй в картинках относятся ещё к XII веку, когда буддийский монах Тоба Содзё (другое имя — Какую) нарисовал четыре юмористические истории, рассказывающие о животных, изображавших людей, и о буддийских монахах, нарушавших устав. Эти истории — «Тёдзюгига» — представляли собой четыре бумажных свитка с рисунками тушью и подписями к ним. Ныне они хранятся в монастыре, где жил Тоба. Приёмы, которые он использовал в своих работах, заложили основы современной манги — как, например, изображение человеческих ног в состоянии бега.
Развиваясь, манга вобрала в себя традиции укиё-э и западные техники. После реставрации Мэйдзи, когда японский железный занавес пал и началась модернизация Японии, в страну стали ввозиться западные комиксы, а художники начали учиться у своих иностранных коллег особенностям композиции, пропорциям, цвету — вещам, которым в укиё-э не уделялось внимания, так как смысл и идея рисунка считались более важными, нежели форма. В 1902 году начал издаваться юмористический комикс под названием Tagosaki to Makube no Toukyou kenbutsu авторства Ракутэна Китадзавы. Данное произведение, созданное по подобию американских комиксов, стало первым в Японии «сериальным» комиксом. В период 1900—1940 годов манга не носила роль значимого социального явления, была, скорее, одним из модных увлечений молодёжи. После прихода к власти императора Тайсё мангаки стали экспериментировать с иностранными графическими стилями, а также начали обмениваться опытом с иностранными художниками. Так, например, в 1920-х годах группа японских художников посетила США, где на тот момент проходил подъём индустрии комиксов. Манга в своём современном виде начала становление во время и особенно после Второй мировой войны. Большое влияние на развитие манги оказала европейская карикатура и американские комиксы, ставшие известными в Японии во второй половине XIX века.
Во времена японского милитаризма манга служила пропагандистским целям, печаталась на хорошей бумаге и в цвете. Её издание финансировалось государством (неофициально её называют «токийская манга»). После окончания войны, когда страна лежала в руинах, на смену ей пришла т. н. «осакская» манга, издававшаяся на самой дешёвой бумаге и продававшаяся за бесценок. Именно в это время, в 1947 году, Осаму Тэдзука выпускает свою мангу Shin Takarajima (яп. 新宝島, «Новый Остров сокровищ»), разошедшуюся фантастическим для совершенно разорённой страны тиражом в 400 000 экземпляров. Этой работой Тэдзука определил многие стилистические составляющие манги в её современном виде. В ней впервые были использованы ономатопеи, крупные планы, графическое подчёркивание движения в кадре — словом, все те графические приёмы, без которых нынешняя манга немыслима. «Новый Остров сокровищ» и более поздний Astro Boy стали невероятно популярны. За свою жизнь Тэдзука создал ещё множество работ, обрёл учеников и последователей, развивших его идеи, и сделал мангу полноправным (если не основным) направлением массовой культуры. Активное вхождение манги на мировой рынок происходило в начале и середине 1990-х годов. Оно было связано с экономическим кризисом, из-за которого Япония искала выходы на зарубежные рынки.
В настоящее время мир манги пронизывает практически всю Японию. Манга существует как часть прессы. В Японии мангу читает практически всё население, всех возрастов и социального статуса: от молодёжи до пенсионеров, от социальных низов до верхов. Отчасти такая высокая популярность манги и чрезмерная одержимость ею части населения Японии и культура отаку позволяет ей не сдавать позиции даже при негативных социальных и экономических факторах в Японии, таких как нахождение Японии более трёх десятилетий в экономическом застое и постоянной дефляции, уменьшение населения, вызванное демографическим кризисом и старением Японии. Японская нация является самой престарелой и одной самых быстро стареющих в мире. По состоянию на 1 октября 2021 года, 29,1 % населения Японии было старше 65 лет. Бывший премьер-министр Таро Асо, поклонник манги и аниме, считает, что манга — один из способов вывода страны из экономического кризиса и улучшения её имиджа на мировой арене. «Превращая популярность японской „мягкой силы“ в бизнес, мы можем к 2020 году создать колоссальную индустрию стоимостью в 20-30 триллионов иен и дать работу ещё примерно 500 тысячам человек», — сказал он в апреле 2009 года.
На рубеже XX и XXI веков почти четверть всей печатной продукции в Японии составляла манга. Популярность манги за пределами Японии всё время растёт. Переводы манги стали чрезвычайно популярными на зарубежных рынках — в некоторых случаях они сравнялись с продажами отечественных комиксов или превзошли их. По словам Жан-Мари Буиссу, манга представляла 38 % французского рынка комиксов в 2005 году. Это примерно в 3 раза больше, чем в США, и оценивалось примерно в 460 млн евро (640 млн долларов). В 2011 году на мангу приходилось 40 % всех комиксов, публикуемых во Франции. В 2007 году на долю манги приходилось примерно 70-75 % всех комиксов, проданных в Германии. Начиная с конца 2010-х манга стала продаваться намного лучше, чем американские комиксы. В США в октябре 2019 года отраслевой аналитик Милтон Грипп на конференции ICv2 в Нью-Йорке представил данные, показывающие, что впервые за несколько десятилетий на рынке США доминировали не традиционно американские ежемесячные комиксы в жанре супергероев, а графические романы и торговые книги в мягкой обложке других жанров, а также японская манга и книги, вдохновлённые мангой. Эти книги хорошо продаются в книжных магазинах, хотя сдвиг отразился и на магазинах комиксов. По данным Nielsen BookScan, на детские комиксы и графические романы приходилось 41 % продаж в книжных магазинах, на мангу — 28 %, в то время как на комиксы в жанре супергероев приходилось менее 10 %, то есть на 9,6 % меньше, чем в прошлом году. По данным компании NPD Group, по сравнению с читателями комиксов читатели манги моложе (76 % моложе 30 лет) и более разнообразны, в том числе среди читателей больше женщин (на 16 % выше, чем у читателей комиксов). В 2020 году рынок манги в Северной Америке оценивался почти в 250 млн долларов. По данным NPD BookScan, манга составила 76 % от общего объема продаж комиксов и графических новелл в США в 2021 году и 79 % в 2022 году. Быстрый рост рынка манги в Северной Америке объясняется широкой доступностью манги в цифровых приложениях для чтения, книг сети розничных продавцов, таких как Barnes & Noble, и интернет-магазинов, таких как Amazon, а также увеличением потокового вещания аниме. В 2021 году на мангу приходилось 55 % всех комиксов, продаваемых во Франции, а страна являлась крупнейшим её импортером.

## Публикация
Манга составляет примерно четверть всей публикуемой в Японии печатной продукции. Подавляющее большинство сначала выходит в толстых (от 200 до тысячи страниц) журналах, которых существует больше сотни, а популярные манга-сериалы позже переиздаются в виде отдельных томов, так называемых танкобонов.
По оценкам экспертов, приблизительно 3 % всего населения Японии регулярно читают мангу. Основной классификацией манги (в любом формате) является пол целевой аудитории, поэтому издания для мужчин и для девушек обычно легко отличаются по обложке и располагаются на разных полках книжного магазина. На каждом томе имеются пометки: «для шестилетних», «для среднего школьного возраста», «для чтения в пути». Существуют также отделы «манга на раз»: покупаешь за полцены, по прочтении возвращаешь за четверть суммы.
Также в Японии распространены манга-кафе (яп. 漫画喫茶, マンガ喫茶 манга кисса), в которых можно выпить чаю или кофе и почитать мангу. Оплата обычно почасовая: час стоит в среднем 400 иен. В некоторых кафе люди за отдельную плату могут остаться на ночь. Существуют также специализированные манга-библиотеки, однако по причине широкой доступности и дешевизны манги таких библиотек в Японии немного. Приобретённую в магазинах мангу японцы читают практически везде. Манга не ограничивается развлекательной сферой — в Японии зачастую издаются учебники на различные тематики, полностью написанные в формате комикса. За рубежом манга зачастую распространяется через Интернет в виде любительских переводов — сканлейта.

### Журналы
Журналов аниме, по сравнению с манга-периодикой, гораздо меньше. Манга-журналы публикуются почти каждым крупным издательством Японии. Первый журнал манги — Eshinbun Nipponchi — был создан в 1874 году. Большинство таких изданий, как Shonen Sunday или Shonen Jump, выходит еженедельно, но есть и ежемесячные, например, Zero Sum. В просторечии такие журналы именуются «телефонными книгами», так как очень их напоминают и по формату, и по качеству печати. В них одновременно публикуется сразу несколько (около десятка) манга-сериалов, по одной главе (около 30 страниц, в зависимости от периодизации выхода журнала их количество варьируется) в каждом выпуске. Сериальная манга — основной формат публикаций. Кроме сериалов, в журналах печатаются и «синглы» (манги, состоящие из одной главы, англ. one-shot), и четырёхкадровые ёнкомы. Журналы по своей направленности, как и сама манга, делятся на множество категорий по возрастному и половому признаку — так, например, есть журналы с мангой для юношей и девушек, для мужчин и женщин, для детей. Самые популярные — это юношеские Shonen Jump и Shonen Magazine, публикующиеся тиражами 2,8 млн копий и 1,7 млн копий соответственно. А в 1995 году тираж Shonen Jump составил 6 млн экземпляров.
В журналах используется низкокачественная бумага, поэтому распространена практика печати чёрно-белых страниц на листах разных цветов — жёлтого, розового. Посредством журналов создатели манги получили возможность демонстрировать свои работы. Без них мангак бы не существовало, считает критик Харуюки Накано.

### Танкобоны
Танкобон, как правило, насчитывает около 200 страниц, имеет размер с обыкновенную книгу карманного формата, мягкую обложку, более качественную, нежели в журналах, бумагу, а также комплектуется суперобложкой. Существует как манга, сразу вышедшая в виде танкобонов (например, хентайная), так и манга, которая до издания в танкобоне публиковалась в журналах отдельными главами. Кроме того, существует понятие айдзобан (яп. 愛蔵版 айдзо:бан) — специальное издание для коллекционеров. Так печатается только наиболее успешная манга, например, «Жемчуг дракона» или «Корзинка фруктов». Айдзобаны издаются ограниченным тиражом, на высококачественной бумаге и снабжаются дополнительными бонусами: футляром, другой обложкой и т. п.
Многие мангаки любят порадовать своих читателей, поместив в конец тома манги различные занятные дополнения, по-японски омакэ — это могут быть странички с дизайнами персонажей и местности, авторскими комментариями, просто зарисовками. Иногда всё это выпускается отдельными книгами.

### Додзинси
Кроме профессиональной манги, существует манга любительская, называемая додзинси и издающаяся маленькими тиражами на средства авторов. Многие нынешние профессиональные мангаки начинали как авторы додзинси, например, CLAMP. Комикет, крупнейший мировой фестиваль комиксов, набирающий свыше 550 тысяч посетителей за три дня, целиком посвящён додзинси. Кроме оригинальных историй, которые от начала и до конца придуманы авторами, встречаются пародии или работы, включающие существующих персонажей из известных аниме и манги. В 2007 году было продано додзинси на 245 млн долларов.

## Стиль и характерные черты
Манга по графическому и литературному стилю заметно отличается от западных комиксов, несмотря на то что развивалась под их влиянием. Сценарий и расположение кадров строятся по-другому, в изобразительной части акцент делается на линиях рисунка, а не на его форме. Рисунок практически всегда чёрно-белый, хотя отдельные иллюстрации могут быть цветными; он может варьироваться от фотореалистичного до гротескного, однако главенствующим направлением является стиль, характерной особенностью которого считаются большие глаза. Например, мангу в жанре сёдзё даже называют «большие глаза спасут мир», потому что храбрые девушки с огромными, как блюдца, глазами, часто обладают сверхъестественными способностями, становятся учёными или воинами-самураями. Первым в такой стилистике стал рисовать уже упоминавшийся Осаму Тэдзука, чьи персонажи были созданы под влиянием героев американских мультфильмов, в частности Бетти Буп (девушки с огромными глазами), а после большого успеха Осаму Тэдзуки другие авторы начали копировать его стиль. Манга обычно содержит меньшее количество текста, чем западные комиксы, а основной смысл сюжетных линий манги в большей степени отражён в рисунке, чем в диалогах. Примером тому является манга Тэдзуки Hi no Tori, сюжет которой передаётся через последовательность изображений без опоры на значительное количество текста.
Дизайн многих персонажей отличается простотой рисунка, что зачастую обусловлено графиком работы мангаки. Например, если автору необходимо в течение недели предоставить для публикации 30 страниц манги, то ему приходится работать быстро. Показателем характера персонажа может быть его группа крови, по которой, как считается в Японии, можно определить характер человека, его сильные и слабые стороны. Также персонажа обычно характеризуют его глаза. Например, большие и округлённые глаза свидетельствуют о юном возрасте и простодушии персонажа, узкие глаза с маленькими радужными оболочками характеризуют отрицательных персонажей. Причём женские персонажи традиционно имеют бо́льшие глаза, чем мужские. Главным героям обычно присущи такие черты, как порядочность, трудолюбие, преданность своим идеалам, семье или группе лиц, склонность сражаться до последнего и достойное поведение в любых ситуациях. Но вместе с тем они могут обладать своеобразным юмором и проявлять склонность к детским обидам. Основными персонажами манги могут быть также и антигерои, обычно имеющие тёмное прошлое и склонные ради достижения своей цели пренебрегать моралью и законами. Персонажи-антагонисты не всегда являются злодеями, они просто могут стоять на другой стороне конфликта. Злодеи же обычно крайне жестоки и бесчестны. В окружении главного героя могут быть лучший друг (или подруга), пожилой человек, помогающий герою советами, преданный союзник и (или) загадочное существо, сопровождающее главного героя (часто такой персонаж является комическим). В манге обычно используется система символов — во многих произведениях изображаются одни и те же сцены или элементы, имеющие особый смысл. Например, кровь из носа означает смущение (обычно при виде сексуальной сцены), а капля пота на затылке означает боязнь чего-либо или волнение. Причём подобные приёмы зачастую используются даже в произведениях, претендующих на реалистичность. Список тем и жанров манги достаточно разнообразен — сюда относятся приключения, романтика, спорт, история, юмор, научная фантастика, ужасы, эротика, бизнес и другие. Очень часто отдельная манга представляет собой смесь различных жанров — художественных произведений, где представлен только один жанр, крайне мало.
Читается манга справа налево, причиной чему является японская письменность, в которой столбцы иероглифов пишутся именно так. Часто (но не всегда) при издании переводной манги за рубежом страницы зеркально переворачиваются, чтобы их можно было читать так, как привычно западному читателю — слева направо. Считается, что жители стран с письменностью слева направо естественным образом воспринимают композицию кадров в манге совсем не так, как это задумывал автор. Некоторые мангаки, в частности, Акира Торияма, выступают против такой практики и просят иностранные издательства публиковать их мангу в оригинальном виде. Поэтому, а также благодаря многочисленным просьбам отаку, издатели всё чаще выпускают мангу в незеркалированном виде. Например, американская компания Tokyopop, принципиально не зеркалирующая мангу, сделала это своим главным козырем. Случается, что манга выходит сразу в обоих форматах (в обычном и незеркалированном), как было с «Евангелионом» от Viz Media.
Некоторые мангаки не считают необходимым определять сюжетную линию раз и навсегда и публикуют несколько работ, в которых одни и те же герои состоят то в одних взаимоотношениях, то в других, то знают друг друга, то нет. Ярким примером тому является сериал Tenchi, в котором существует больше тридцати сюжетных линий, особенного отношения друг к другу не имеющих, но рассказывающих о парне Тэнти и его друзьях.

## Манга в других странах
Влияние манги на международный рынок существенно возросло за последние несколько десятилетий. Наиболее широко за пределами Японии манга представлена в США и Канаде, Германии, Италии, Франции, Испании, Польше, где существует несколько издательств, занимающихся мангой, и сформирована достаточно обширная читательская база. Очень часто манга перед публикацией в других странах подвергается редактуре с целью адаптации к вкусам местной читательской аудитории. В этом случае возможны ситуации, когда отредактированная манга имеет значительные расхождения с японским оригиналом.

### США
Америка была одной из первых стран, где начала выходить переведённая манга. В 1970-х и 1980-х годах она была практически недоступна для рядового читателя, в отличие от аниме. Однако на сегодняшний день достаточно крупные издательства выпускают мангу на английском: Tokyopop, Viz Media, Del Rey, Dark Horse Comics. Одной из первых работ, переведённых на английский язык, стал «Босоногий Гэн», повествующий об атомной бомбардировке Хиросимы. В конце 1980-х годов были выпущены Golgo 13 (1986 г.), Lone Wolf and Cub от First Comics (1987 г.), Area 88 и Mai the Psychic Girl (1987 г.) от Viz Media и Eclipse Comics.
Одним из первых поклонников манги в США стал художник и автор комиксов Фрэнк Миллер. В 1986 году предприниматель и переводчик Торен Смит (англ. Toren Smith) основал издательство Studio Proteus, работавшее в сотрудничестве с Viz, Innovation Publishing, Eclipse Comics и Dark Horse Comics. На Studio Proteus было переведено большое количество манги, включая «Яблочное зёрнышко» и «Моя богиня!». Успешные манга-серии были большей частью связаны с одноимёнными сериалами, например, известный «Призрак в доспехах», «Сейлор Мун», которая к 1995—1998 годам была опубликована более, чем в двадцати трёх странах мира, включая Китай, Бразилию, Австралию, США и большую часть европейских стран. В 1996 году было основано издательство Tokyopop, крупнейший на сегодняшний день издатель «америманги».
На рынке графических произведений в США японская манга занимает около 2/3. В 2006 году прибыль от её продаж составила 200 млн долларов, а в 2007 году — 210 млн. Структура рынка и предпочтения публики в США довольно сильно напоминают японские, хотя объёмы, конечно, всё равно несопоставимы. Появились свои манга-журналы: Shojo Beat с тиражом 38 тыс. экземпляров, Shonen Jump USA. Статьи, посвящённые данной индустрии, появляются в крупных печатных изданиях: New York Times, Time, The Wall Street Journal, Wired.
Американские манга-издательства известны своим пуританством: издаваемые произведения регулярно подвергаются цензуре.
Начиная с конца 2010-х манга стала продаваться намного лучше, чем американские комиксы. В 2020 году рынок манги в Северной Америке оценивался почти в 250 млн долларов. По данным NPD BookScan, манга составила 76 % от общего объема продаж комиксов и графических новелл в США в 2021 году. Быстрый рост рынка манги в Северной Америке объясняется широкой доступностью манги в цифровых приложениях для чтения, книг сети розничных продавцов, таких как Barnes & Noble, и интернет-магазинов, таких как Amazon, а также увеличением потокового вещания аниме. В 2021 году в США было продано 24,4 миллиона единиц манги. Это примерно на 15 миллионов (160 %) больше продаж, чем в 2020 году. Продажи комиксов и графических романов для взрослых в 2022 году достигли 35,7 миллиона единиц (только печатные издания), из которых манга составила 28,4 миллиона единиц. В 2022 году большинством самых продаваемых авторов комиксов в США были мангаки. В 2022 году продажи манги выросли на 9 %. По данным NPD BookScan, манга составила 79 % от общего объёма продаж комиксов и графических новелл в США в 2022 году.

### Европа и Азия
Манга пришла в Европу через Францию и Италию, где в 1970-х годах начали показывать аниме.
Во Франции рынок манги весьма развит и известен своей разносторонностью. В этой стране популярны в том числе работы в жанрах, не нашедших отклика у читателей других стран за пределами Японии, как, например, драматические произведения для взрослых, экспериментальные и авангардные работы. Не особенно известные на Западе авторы, как, например, Дзиро Танигути, во Франции обрели большой вес. Это отчасти объясняется тем, что во Франции сильны позиции своей культуры комиксов. По словам Жан-Мари Буиссу, манга представляла 38 % французского рынка комиксов в 2005 году. Это примерно в 3 раза больше, чем в США, и оценивалось примерно в 460 млн евро (640 млн долларов). В 2011 году на мангу приходилось 40 % всех комиксов, публикуемых во Франции. В 2021 году на мангу приходилось 55 % всех комиксов, продаваемых во Франции, а страна являлась крупнейшим импортером манги.
В Германии в 2001 году впервые за пределами Японии манга начала издаваться в формате «телефонных книг» на японский манер. До этого на Западе манга публиковалась в формате западных комиксов — ежемесячными выпусками по одной главе, переиздаваясь потом в виде отдельных томов. Первым таким журналом стал Banzai!, рассчитанный на юношескую аудиторию и просуществовавший до 2006 г. В начале 2003 года начал выходить сёдзё-журнал Daisuki. Новый для западного читателя периодический формат стал успешным, и сейчас[когда?] почти все зарубежные манга-издатели отказываются от отдельных выпусков, переходя на «телефонные книги». В 2007 году на долю манги приходилось примерно 70-75 % всех комиксов, проданных в Германии. С 2010 года 27 августа Германия отмечает День манги. В 2021 году продажи манги в Германии выросли на 75 % по сравнению с первоначальным рекордом в 70 миллионов в 2005 году. По состоянию на 2022 год Германия является третьим по величине рынком манги в Европе после Италии и Франции.
Значительное распространение манга получила также и в странах Азии — Индонезии, Таиланде, Малайзии. Особым успехом здесь пользовались манги для детей, тогда как манга, рассчитанная на взрослую аудиторию, подвергалась различным цензурным ограничениям. На Тайване особенно распространено нелегальное распространение манги. Это связано с мягкими законами в области авторского права и широким потребительским спросом на мангу. Пиратство в этой области распространено также в Южной Корее и Гонконге.

### Россия
Из всех развитых европейских стран хуже всего манга представлена в России. Предположительно, это связано с низкой популярностью в России комиксов: их принято считать детской литературой, хотя манга рассчитана на более взрослую аудиторию. По мнению директора компании «Эгмонт-Россия» Льва Елина, в Японии любят комиксы с сексом и насилием, а «в России за эту нишу вряд ли кто возьмётся». Как полагает рецензент журнала «Деньги», перспективы «просто блестящие», «тем более что японские лицензии обходятся даже дешевле американских — $10-20 за страницу». Сергей Харламов из издательства «Сакура-пресс» считает эту нишу перспективной, но трудной в продвижении на рынок, так как «в России комиксы считаются детской литературой».
Что касается лицензий на переводы, то инициатива обычно исходит от русских издателей. К 2010 году уже существовало несколько легальных издательств: «Сакура-пресс» (опубликовавшее «Ранма ½»), «Фабрика комиксов», «Палма Пресс» и другие; лицензиями на наиболее коммерчески успешные манга-серии владела компания Comix-ART, созданная в 2008 году. В том же году Comix-ART, партнёр издательского дома «Эксмо», приобрела права на «Тетрадь смерти», «Наруто» и «Блич», а также на некоторые другие работы, включая Gravitation и «Принцесса Аи».
Русские издатели, как правило, публикуют не только мангу, но и манхву, причём не делают между ними разделения, именуя мангой и то, и другое. В частности, Comix-ART из коммерческих соображений называет мангой америмангу «Бизенгаст» и «Ван-Вон Хантер», а на официальном сайте издательства «Истари комикс» в разделе «Манга» находится, к примеру, маньхуа «КЭТ» (англ. Confidential Assassination Troop) тайваньского автора Фуна Йиньпана.
Появились проекты, аналогичные журналам манги в Японии, — альманах русской манги MNG издательства «Фабрика комиксов», которое печатало мангу, нарисованную в России.
В июле 2008 года вышел первый крупный сборник любительской русской манги Manga Cafe.

## Премии и музеи
В японской манга-индустрии существует большое количество наград, которые спонсируют крупные издательства. Как пример, можно привести следующие: Dengeki Comic Grand Prix (короткая манга, «синглы»), Премия манги издательства Kodansha (несколько жанров), премия Сэйун, Премия манги Shogakukan, Награда Тэдзуки, присуждаемая начинающим мангакам, Культурная премия Осаму Тэдзуки и другие. Были также организованы музеи, посвящённые манге: музей манги Осаму Тэдзуки, музей Гибли, киотский международный музей манги. В России манга представлена на ежегодном московском фестивале рисованных историй «КомМиссия», где участвуют как профессионалы, так и художники-любители из России и других стран.
В 2007 году возникла международная премия International Manga Award («Международная премия манга»), за получение которой боролись художники Китая, Германии, Франции, Малайзии, Тайваня, России, Великобритании, Испании. По мнению премьер-министра Таро Асо, учреждение данной премии позволит зарубежным авторам углубить своё понимание культуры Японии. В 2008 году второе место заняла российская мангака Светлана Чежина с англоязычной версией работы «Портрет/ShoZo», выпущенной в России издательством «Маглатроникс». Ранее среди международных конкурсов наиболее почётным считался ежегодный международный фестиваль de la Bande Dessinee во Франции (участвует только манга, переведённая на французский).
С 23 мая по 26 августа 2019 года Британский музей провёл The Citi Exhibition: Manga — крупнейшую выставку манги из когда-либо проводившихся за пределами Японии.

## Влияние и критика
Манга составляет один из основных сегментов японской массовой культуры и является основой многих визуальных видов искусства. Популярность манги как в Японии, так и в других странах некоторыми специалистами обозначается как феноменальная. В Японии манга является предметом частых споров и имеет как сторонников, так и противников. Одной из основных причин широкого распространения манги в Японии и в целом широкой популярности национальных мангаподобных комиксов в странах Азии (маньхуа — на Тайване, в Китае, Гонконге, Макао и Сингапуре, манхва — в Южной Корее), является склонность японцев в частности и в целом народов Восточной и Юго-Восточной Азии к восприятию информации в виде изображений как наследие и следствие их иероглифической культуры. Многие специалисты и деятели искусства считают мангу уникальной частью японской культуры и выступают за её сохранение в качестве таковой. Среди противников высказываются мнения, что манга является отупляющим видом искусства, пропагандирует жестокость и антигуманизм, ассоциируется у людей только с насилием и эротикой, формирует у молодых людей «плоскостное мышление», когда художественный образ подменяется стереотипным обозначением. В Японии первые общественные движения против манги формировались ещё в 1950-х годах — родители, учителя и представители власти выражали обеспокоенность возможными негативными последствиями чрезмерного увлечения комиксами.
Фредерик Шодт в своей книге Dreamland Japan: Writings on Modern Manga назвал мангу «полностью оформившимся художественным медиумом наравне с новеллами и фильмами». Американский философ Ноэль Керролл отнёс мангу (равно как и аниме) к категории массового искусства.
Многие бренды канцелярии создают продукты специально для рисования манги. Например, Too Corporation, производящие маркеры Copic, создают отдельные наборы маркеров специально для рисования страниц манги и кадров аниме.